# Énergie nucléaire au Danemark
Le Danemark importe mais ne produit pas d'énergie nucléaire, ce qui est conforme à une loi de 1985 votée par le parlement danois, interdisant la production d'électricité à partir de l'énergie nucléaire au Danemark,. En 2014 et 2015, l'énergie nucléaire (importée) représentait 3 à 4 % de la consommation d'électricité au Danemark.
Au lieu de cela, le pays s'est concentré sur les énergies renouvelables telles que l'énergie éolienne pour réduire la dépendance du pays au charbon. En 2007, environ 11,4 TWh d'électricité a été exporté et 10,4 TWh importés. Les importations de Suède se sont élevées à 5 TWh, celles de la Norvège à 3,9 TWh, et celles d'Allemagne à 1,5 TWh. La Suède et l'Allemagne ont une part d'énergie nucléaire dans leur production d'électricité.
Le gouvernement de centre-gauche décide en mai 2025 de lancer une étude d’impact d’un an sur les avantages et les risques liés à l’éventuel retour du nucléaire dans le mix énergétique national. L’idée serait d’examiner l’apport possible des petits réacteurs modulaires (PRM ou SMR). Par ailleurs, un fonds soutenu par le milliardaire danois Joachim Ante a annoncé son intention de lever 350 millions d’euros pour investir dans le nucléaire de nouvelle génération.

À partir de 2003, trois réacteurs de recherche nucléaire de l'ancien laboratoire national Risø ont été fermés et sont en cours de démantèlement. Les réacteurs ont été nommés DR-1, DR-2 et DR-3, et avaient les propriétés suivantes :
| Nom | Type de réacteur  | Énergie thermique | Années d'exploitation | Démantèlement |
| --- | ----------------- | ----------------- | --------------------- | ------------- |
| DR1 | Réacteur homogène | 2 kW              | 1957–2001             | 2003–2006     |
| DR2 | Piscine réacteur  | 5 MW              | 1958-1975             | depuis 2003   |
| DR3 | DIDO              | 10 MW             | 1960–2000             | depuis 2003   |